# Česká Bříza
Česká Bříza település Csehországban, az Észak-plzeňi járásban. Česká Bříza Dolany, Zruč-Senec, Hromnice és Třemošná településekkel határos. Lakosainak száma 600 fő (2024. január 1.).

## Népesség
A település lakosságának változását az alábbi diagram mutatja:
| Lakosok száma | 453  | 619  | 681  | 576  | 480  | 527  | 569  | 562  | 593  | 600  |
|               | 1869 | 1900 | 1921 | 1961 | 1980 | 2011 | 2016 | 2019 | 2021 | 2024 |